# Долгополовка (Роменский район)
Долгополовка (укр. Довгополівка) — село,
Долгополовский сельский совет,
Роменский район,
Сумская область,
Украина.
Код КОАТУУ — 5924185801. Население по переписи 2001 года составляло 293 человека .
Является административным центром Долгополовского сельского совета, в который, кроме того, входят сёла
Левченки,
Крапивинцы,
Московщина и
Овлаши.

## Географическое положение
Село Долгополовка находится на берегу частично пересохшей р.Рашовка, которая через 9 км впадает в реку Сула.
На ручье несколько запруд.
На расстоянии в 1,5 км расположены сёла Ненадиевка и Левченки, в 6-и км — город Ромны.
Рядом проходит автомобильная дорога Н-07.

## История
- Село Долгополовка известно с XVIII веке.

## Объекты социальной сферы
- Школа I-II ст.